# イエンミー県
イエンミー県（イエンミーけん、ベトナム語：Huyện Yên Mỹ / 縣安美?）は、ベトナム社会主義共和国フンイエン省の県である。面積は90.05 km²、人口は130,000人（2005年）である。